# Liste d'espèces du genre Rosa

Le nombre réel d'espèces de rosiers fait l'objet de discussions. Certaines espèces sont si voisines qu'elles pourraient aisément être considérées comme des variations d'une seule espèce, tandis que d'autres montrent suffisamment de variation pour mériter d'être classées séparément. Généralement les listes d'espèces de rosiers recensent entre 100 et 150 espèces, la plupart des botanistes estimant que le nombre réel est probablement plus proche de la borne inférieure de cet intervalle.
Pour les noms français des espèces du genre Rosa à l'état sauvage, voir la liste des Églantiers.

## Sous-genres et sections
Le genre Rosa se subdivise en quatre sous-genres inégaux :

### Sous-genreEurosa
- Eurosa (le sous-genre type) qui regroupe la majorité des espèces de rosiers. Ce sous-genre se subdivise en 11 sections :

#### SectionBanksianae
Banksianae, rosiers à fleurs blanches et jaunes de Chine,
- Rosa banksiae Aiton, le rosier de Lady Banks,
- Rosa cymosa Tratt.

#### SectionBracteatae
Bracteatae, deux espèces asiatiques, une de Chine et une d'Inde,
- Rosa bracteata  J. C. Wendl., le rosier de Macartney,
- Rosa clinophylla (syn. Rosa involucrata).

#### SectionCaninae
Caninae, espèces à fleurs roses et blanches d'Asie, d'Europe et d'Afrique du Nord,
- Rosa agrestis Savi, le rosier des haies,
- Rosa canina L., l'églantier ou rosier des chiens,
- Rosa corymbifera Borkh.,
- Rosa cuspidata M.Bieb., voir Rosa tomentosa
- Rosa dumalis Bechst., l'églantier bleu cendré,
- Rosa dumetorum Thuill., voir Rosa corymbifera
- Rosa eglanteria L., voir Rosa rubiginosa et Rosa foetida,
- Rosa floribunda Steven ex Besser, voir Rosa micrantha
- Rosa glauca Pourr. (synonyme Rosa rubrifolia Vill.), le rosier à feuilles rouges,
- Rosa micrantha Borrer ex Sm. (synonyme Rosa floribunda Steven ex Besser, Rosa numerosa, Rosa rubiginosa L.),
- Rosa montana Chaix, le rosier des montagnes,
- Rosa numerosa, voir Rosa micrantha,
- Rosa obtusifolia Desv.,
- Rosa omissa Déségl., voir Rosa sherardii,
- Rosa orientalis, Dupont ex Ser.
- Rosa pomifera Herrm., voir Rosa villosa,
- Rosa rubiginosa L. (synonyme Rosa eglanteria L.), le rosier rubigineux ou rosier rouillé,
- Rosa rubrifolia Vill., voir Rosa glauca,
- Rosa seraphinii Guss. non Viv., voir  Rosa sicula,
- Rosa sherardii Davies (syn. R. omissa),
- Rosa sicula Tratt. (syn. R. seraphinii),
- Rosa tomentosa Sm. (syn. R. cuspidata),
- Rosa villosa L. (synonyme Rosa pomifera Herrm.), le rosier velu ou rosier pomme.

#### SectionCarolinae
Carolinae, rosiers à fleurs blanches, roses et rose brillant d'Amérique du Nord,

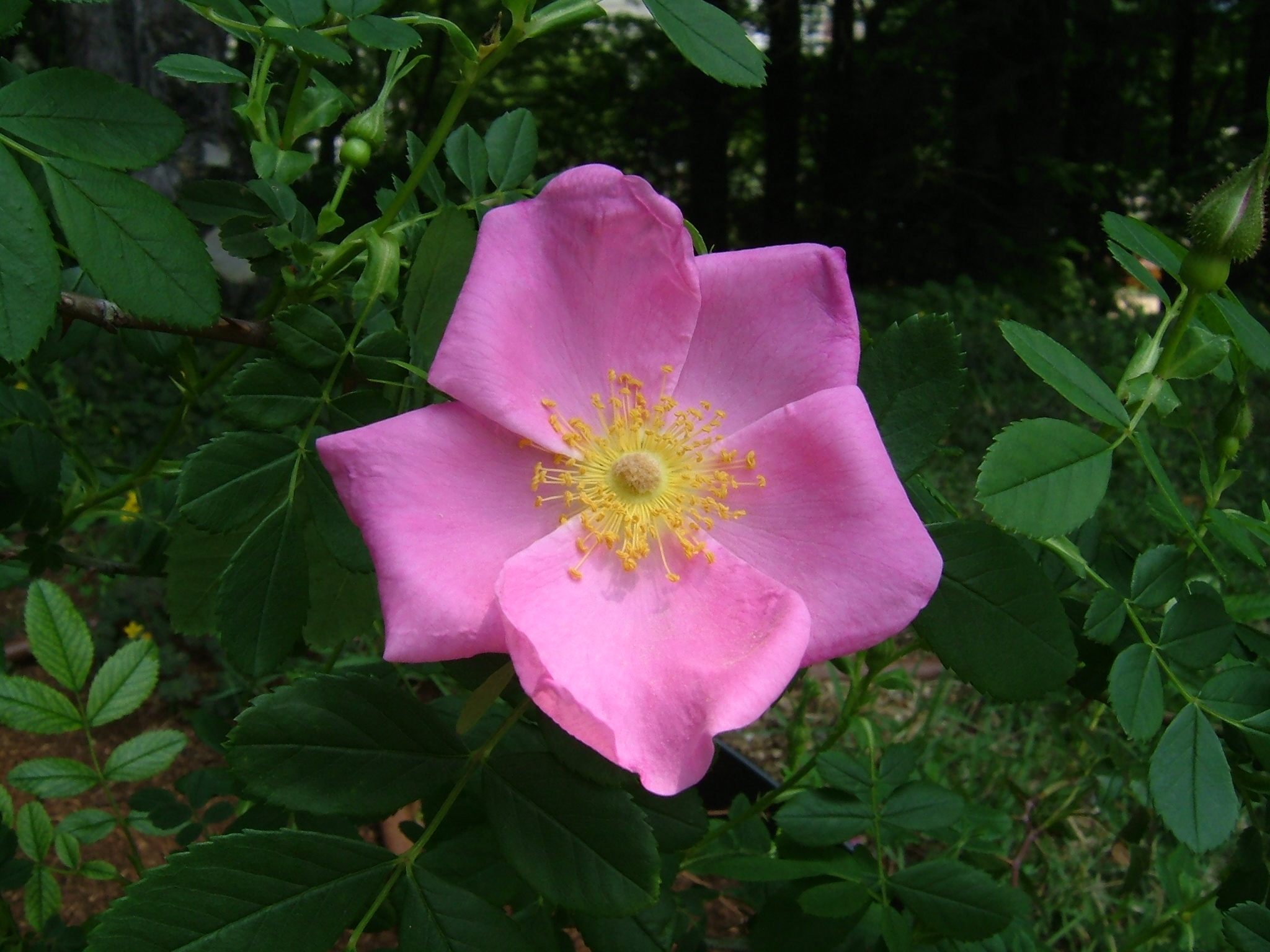
rosier de Virginie

- Rosa carolina L., le rosier de Caroline,
- Rosa foliolosa Nutt. ex Torr. & A. Gray
- Rosa lucida Ehrh, voir Rosa virginiana
- Rosa nitida Willd., le rosier brillant,
- Rosa palustris Marshall, le rosier des marais
- Rosa virginiana Mill. (synonyme Rosa lucida Ehrh.), le rosier de Virginie.

#### SectionChinenses
Chinenses, rosiers à fleurs blanches, roses, jaunes, rouges et multicolores de Chine et de Birmanie,
- Rosa chinensis var spontanea - Rosier de Chine
- Rosa gigantea Collett ex Crep. (voir Rosa ×odorata nothovar. gigantea)
- Rosa ×odorata nothovar. gigantea (Collett ex Crép.) Rehder & E.H.Wilson, (Syn. Rosa gigantea).

#### SectionCinnamomae
Cinnamomeae, les rosiers « cannelle », rosiers à fleurs blanches, roses, lilas, myrtille et rouges présents dans toute l'aire de diffusion du genre sauf l'Afrique du Nord,

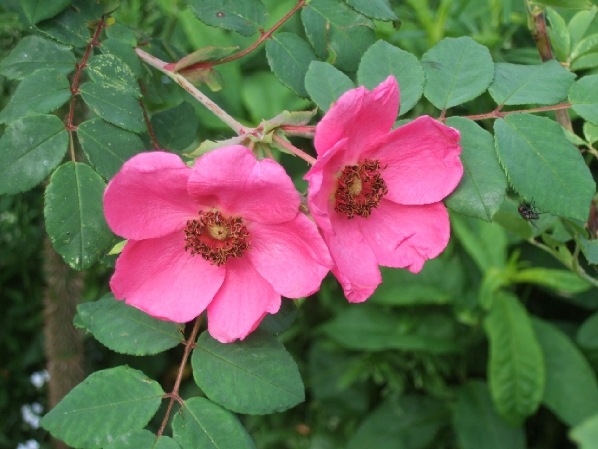
Rosa moyesii'

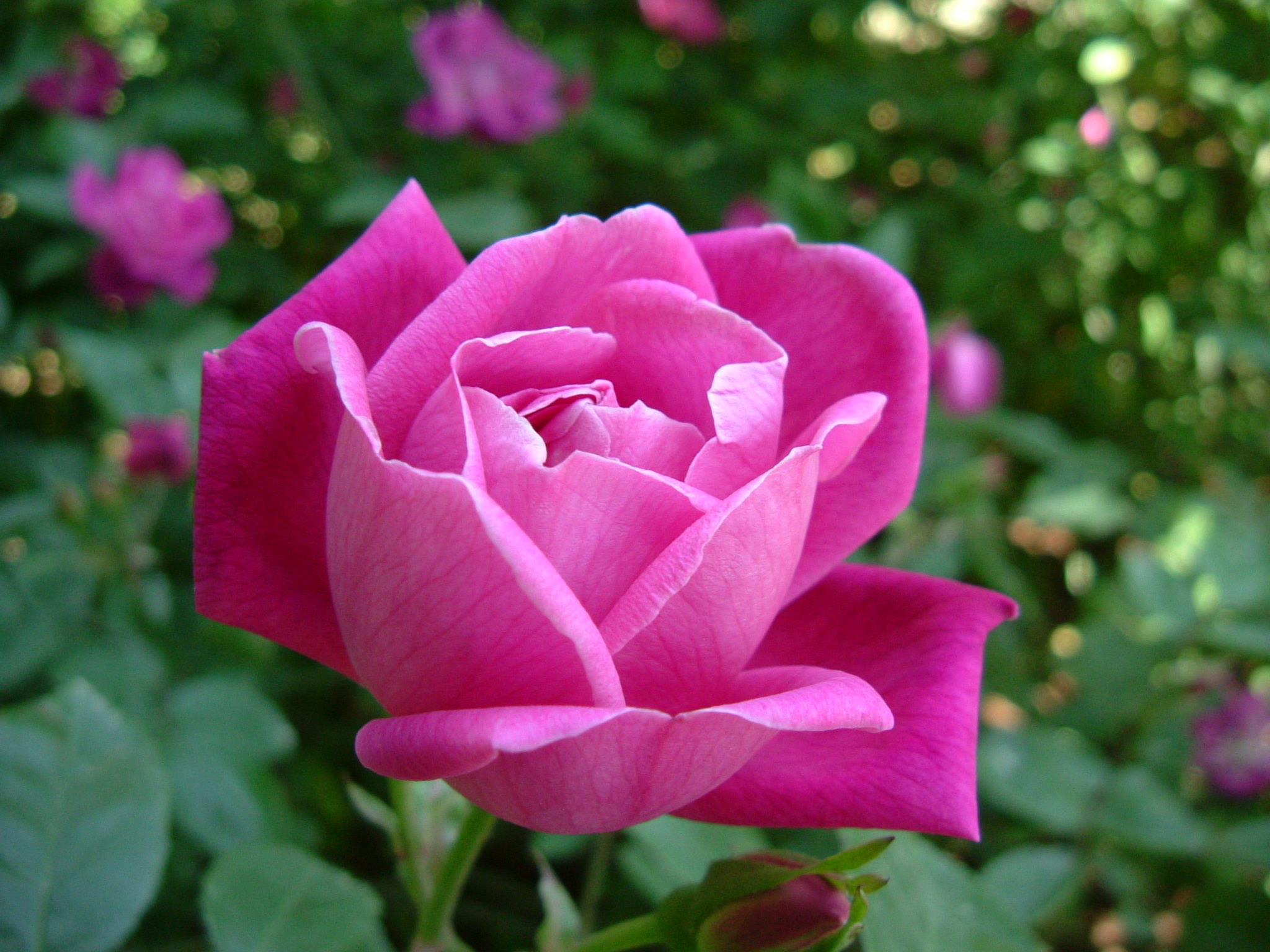
Rosa chinensis

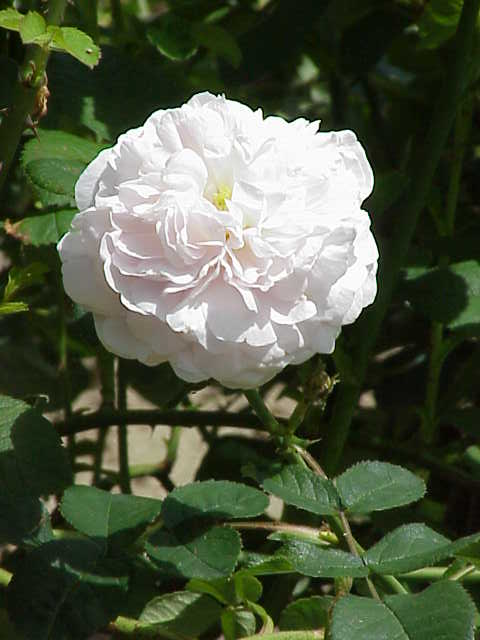
Rosa ×alba

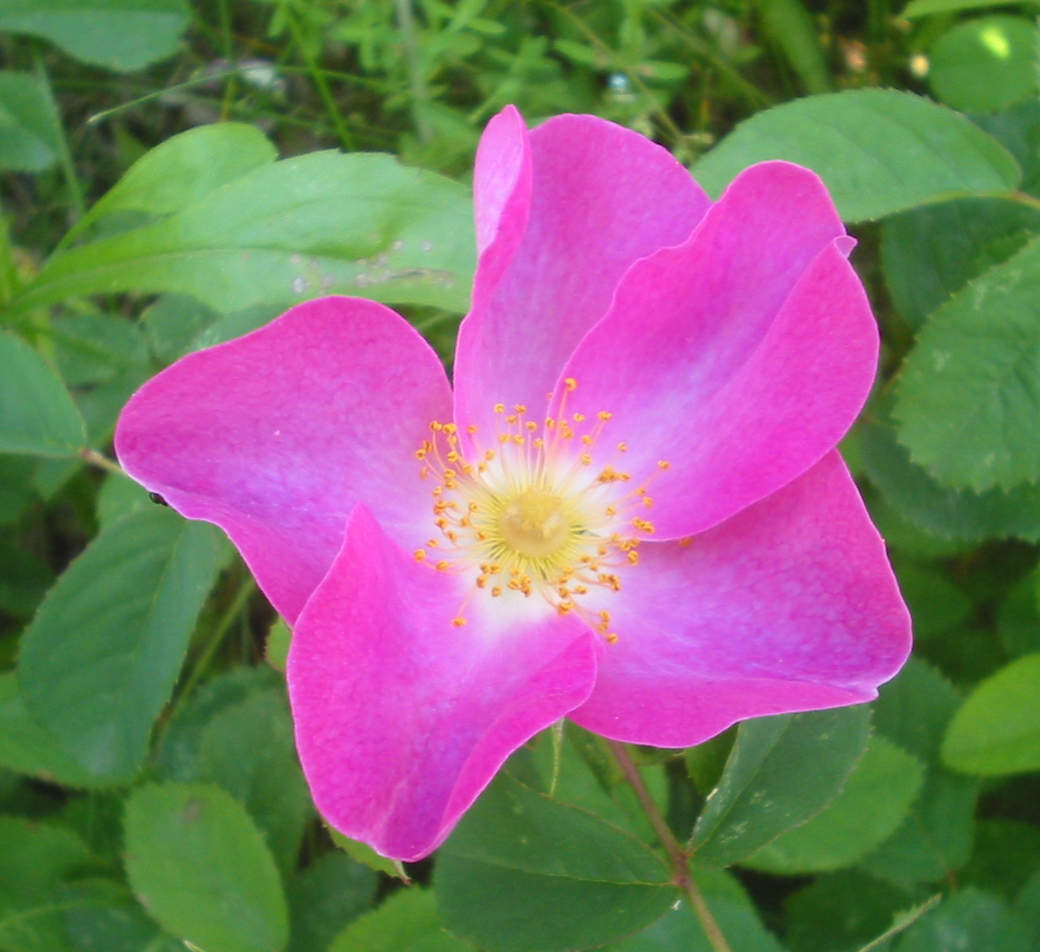
Rosa gallica

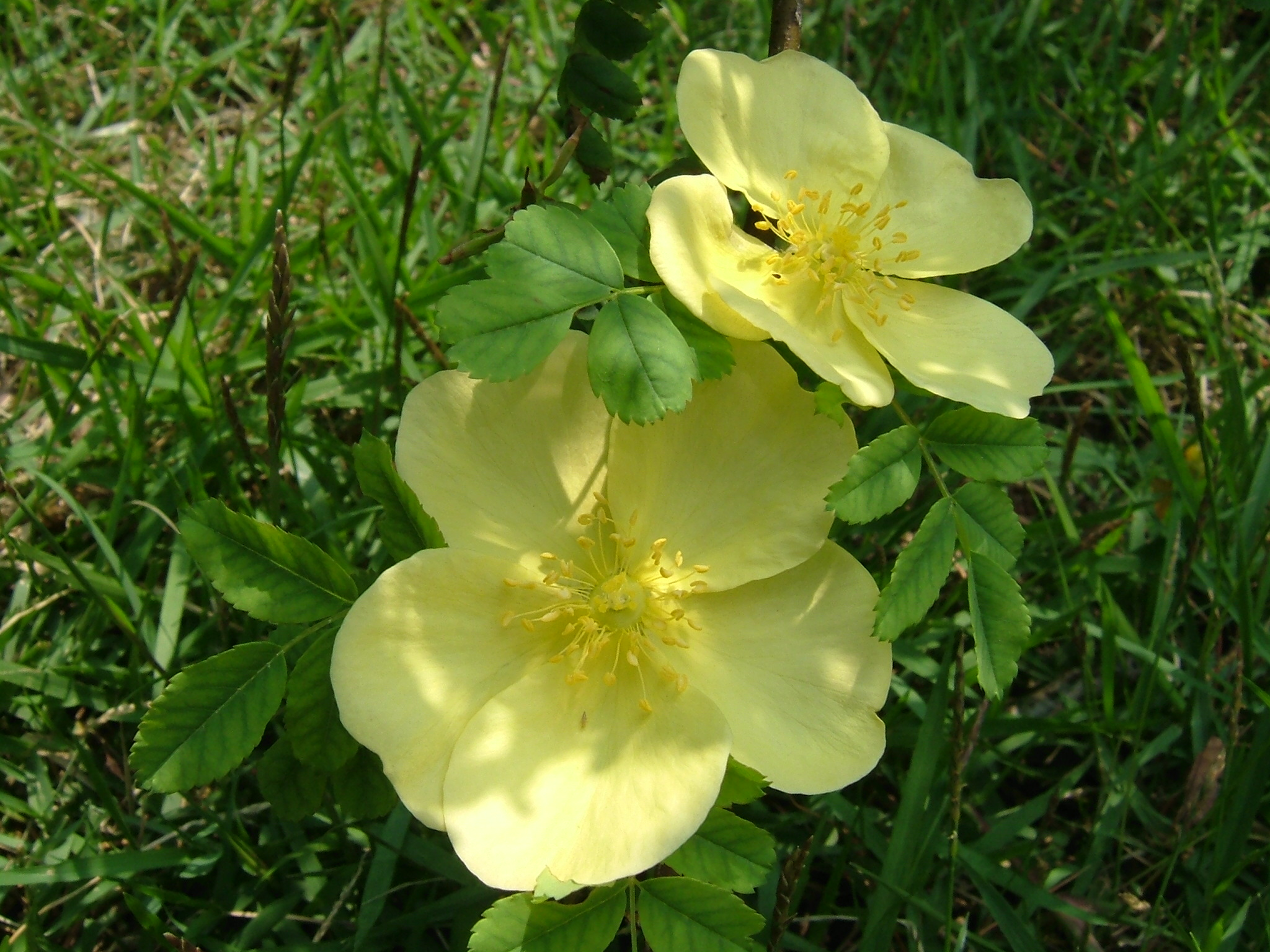
Rosa hugonis

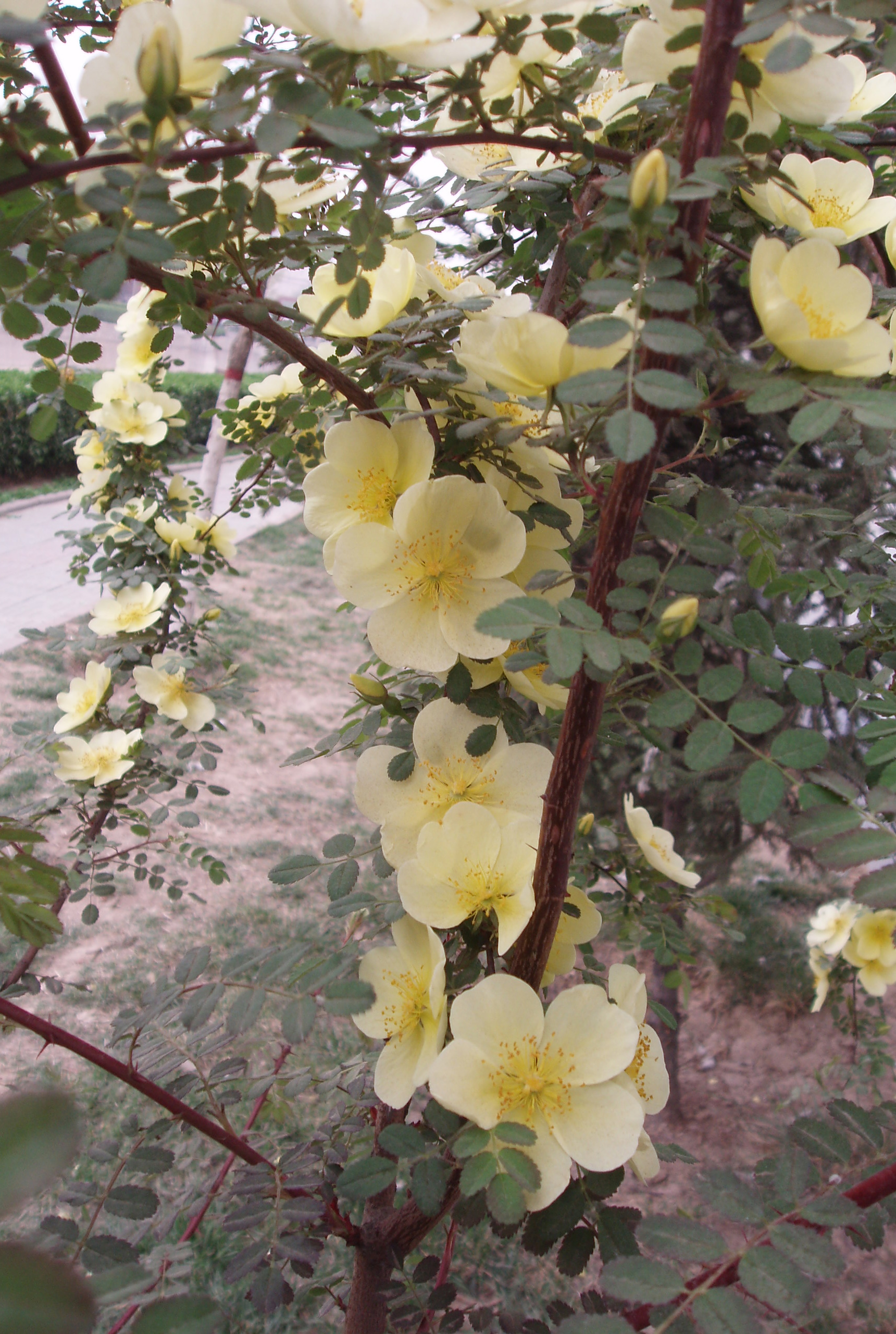
Rosa xanthina

- Rosa acicularis Lindl., le rosier aciculaire, rosier arctique,
- Rosa alpina L., voir Rosa pendulina,
- Rosa arkansana Porter (synonymes : Rosa pratincola Greene, Rosa suffulta Greene), le rosier de l'Arkansas,
- Rosa bella Rehder & E. H. Wilson
- Rosa blanda Aiton, le rosier du Labrador,
- Rosa californica Cham. & Schltdl., le rosier sauvage de Californie
- Rosa cinnamomea L., voir Rosa majalis,
- Rosa davidii Crép., le rosier du père David,
- Rosa elegantula Rolfe, voir Rosa persetosa,
- Rosa fedtschenkoana Regel,
- Rosa giraldii Crép.
- Rosa glandulosa, voir Rosa maximowicziana,
- Rosa holodonta (syn. R. moyesii rosea),
- Rosa laxa Retz. (syn. R. gebleriana Schrenk),
- Rosa macrophylla Lindl., le rosier à grandes feuilles,
- Rosa majalis Herrm. (synonyme Rosa cinnamomea L.), le rosier de mai ou rosier de Pâques,
- Rosa maximowicziana (syn. R. glandulosa),
- Rosa moyesii Hemsl. & E. H. Wilson,
- Rosa moyesii var. rosea, voir Rosa holodonta,
- Rosa multibracteata Hemsl. & E. H. Wilson,
- Rosa nutkana  C. Presl, le rosier de Nootka,
- Rosa pendulina L. (syn. Rosa alpina L.), le rosier des Alpes,
- Rosa persetosa Rolfe,
- Rosa pisocarpa A Gray,
- Rosa rugosa Thunb., le rosier rugueux ou rosier du Japon,
- Rosa setipoda Hemsl. & E. H. Wilson,
- Rosa suffulta Greene, voir Rosa arkansana,
- Rosa webbiana,
- Rosa sweginzowii,
- Rosa woodsii Lindl., le rosier de Woods.

#### SectionGallicanae
Gallicanae, rosiers à fleurs rose à pourpre ou panachées d'Asie occidentale et d'Europe,
- Rosa ×alba L. (peut-être Rosa canina × Rosa gallica), le rosier blanc ou rosier d'York,
- Rosa ×centifolia Mill., le rosier cent-feuilles (hybride complexe supposé de Rosa rubra, Rosa phoenicia, Rosa moschata, Rosa canina),
  - Rosa ×centifolia f. muscosa (Mill.) Ser., le rosier mousseux,
- Rosa ×damascena L. (Rosa moschata × Rosa gallica) × Rosa fedtschenkoana), le rosier de Damas,
- Rosa gallica L., le rosier de France ou rosier de Provins,
- Rosa ×waitziana nothovar. macrantha (=Rosa ×macrantha N.H.F.Desp.)

#### SectionGymnocarpae
Gymnocarpae, petit groupe d'espèces se différenciant par le réceptacle caduc sur le fruit ; une espèce vient d'Amérique du Nord (Rosa gymnocarpa), les autres d'Asie orientale,
- Rosa beggeriana Schrenk,
- Rosa gymnocarpa Nutt.,
- Rosa willmottiae Hemsl.

#### SectionLaevigatae
Laevigatae, une seule espèce à fleurs blanches originaire de Chine,
- Rosa laevigata Michx.(synonyme Rosa sinica L.), le rosier des Cherokees.
- Rosa sinica L., voir Rosa laevigata.

#### SectionPimpinellifoliae
Pimpinellifoliae, rosiers à fleurs blanches, roses, jaune brillant, mauves et rose panaché d'Asie et d'Europe,
- Rosa ecae Aitch. (synonyme Rosa xanthina var. ecae)
- Rosa foetida Herrm. (synonyme Rosa lutea Mill.), le rosier fétide ou ronce d'Autriche
- Rosa hemisphaerica Herrm. (synonyme Rosa sulphurea Aiton), rosier des Turcs,
- Rosa hugonis Hemsl., le rosier du père Hugo ou rosier jaune de Chine,
- Rosa kokanica (Regel) Regel ex Juz.,
- Rosa lutea Mill., voir Rosa foetida
- Rosa omeiensis Rolfe, et Rosa omeiensis f. pteracantha (Franch.) Rehder & E. H. Wilson, forme à aiguillons ailés rouges,
- Rosa pimpinellifolia L. (synonyme Rosa spinosissima L.), le rosier pimprenelle,
- Rosa primula Boulenger - Incense Rose
- Rosa sericea Lindl., le rosier soyeux,
- Rosa spinosissima, voir Rosa pimpinellifolia,
- Rosa sulphurea Aiton, voir Rosa hemisphaerica,
- Rosa xanthina Lindl., le rosier de Mandchourie.

#### SectionSynstylae

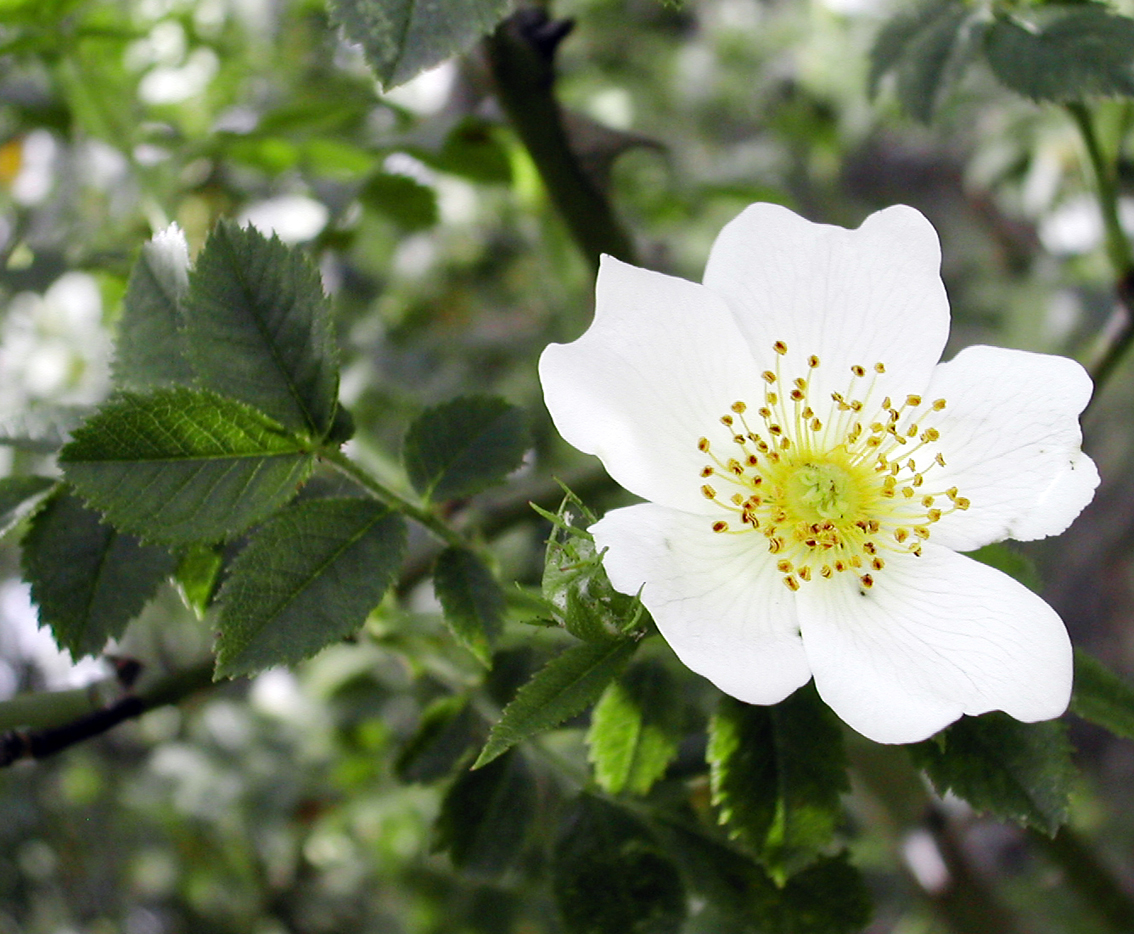
Rosa arvensis

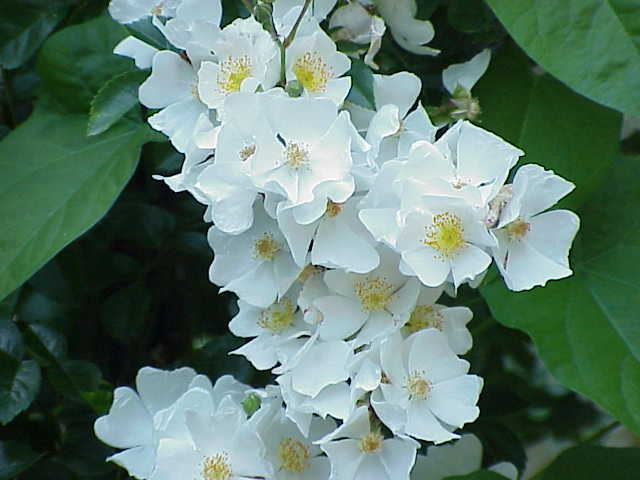
Rosa luciae

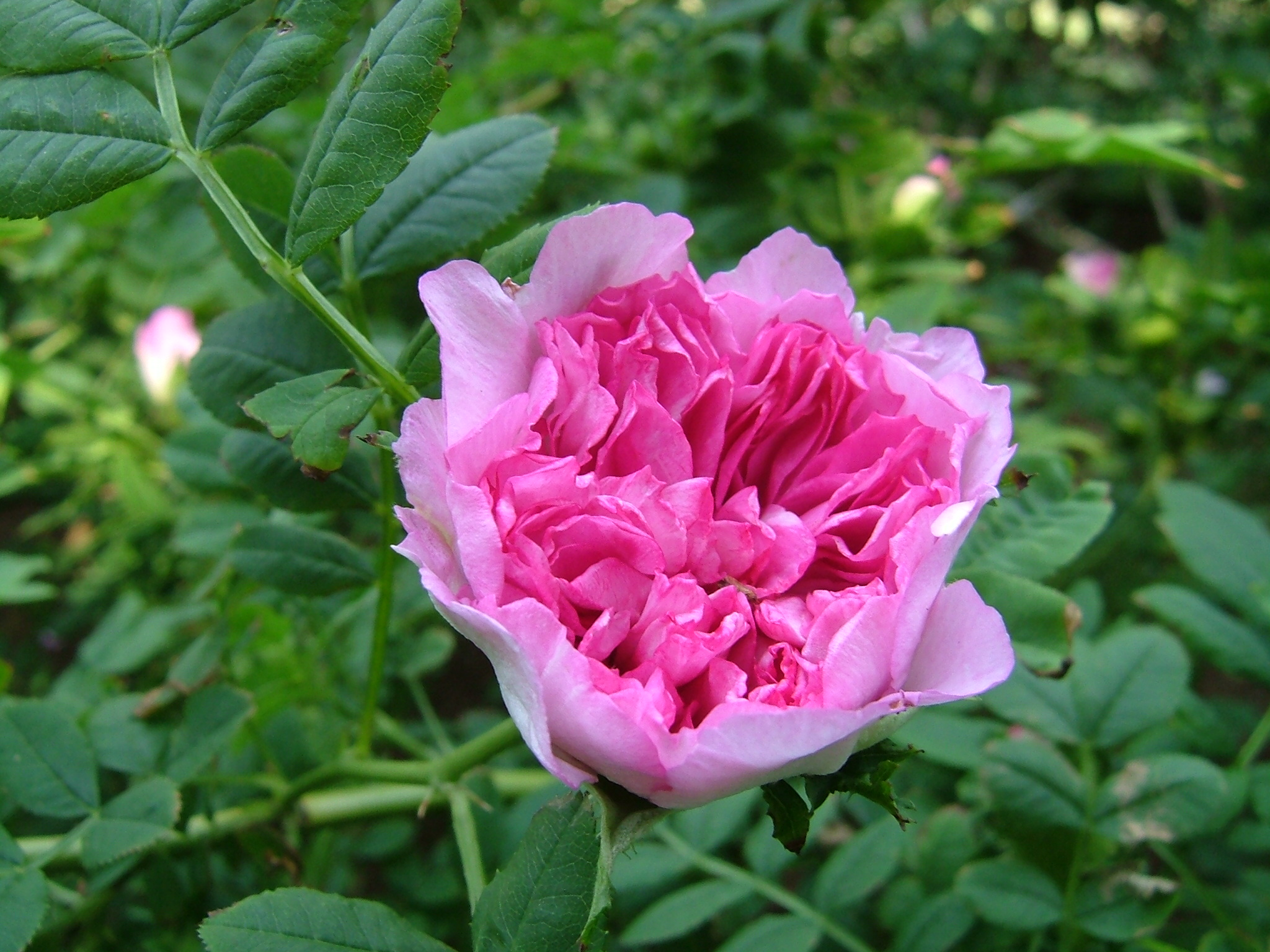
Rosa roxburghii

Synstylae, rosiers à fleurs blanches, roses et pourpres de toute l'aire de diffusion du genre.
- Rosa arvensis Huds, le rosier des champs,
- Rosa ×beanii (= Rosa anemoneflora)
- Rosa brunonii Lindl., Himalayan Musk Rose, Brown's Musk Rose
- Rosa helenae Rehder & E. H. Wils.,
- Rosa filipes Rehd. & E.H. Wils.,
- Rosa henryi Bouleng.,
- Rosa luciae Franch. & Rochebr. ex Crép. (synonyme Rosa wichuraiana Crép.), le rosier de Wichura.
- Rosa longicuspis
- Rosa moschata Herrm., le rosier musqué,
- Rosa mulliganii
- Rosa multiflora Thunb., le rosier multiflore,
- Rosa phoenicia Boiss., le rosier de Phénicie,
- Rosa sempervirens, le rosier toujours vert,
- Rosa setigera - Prairie Rose
- Rosa soulieana
- Rosa wichuraiana Crép., voir Rosa luciae.

### Sous-genreHesperhodos
Hesperhodos (du grec signifiant « rosier de l'ouest ») contient deux espèces, toutes deux originaires du sud-ouest de l'Amérique du Nord;
- Rosa minutifolia Engelm., le rosier à petite feuilles (espèce rare en danger d'extinction),
- Rosa stellata Wooton, le rosier de Sacramento,
  - Rosa stellata var. mirifica (Greene) W. H. Lewis.

### Sous-genreHulthemosa
Hulthemosa (anciennement Simplicifoliae, signifiant « à feuilles simples ») contenant une ou deux espèces du sud-ouest de l'Asie, Rosa persica et Rosa berberifolia (synonyme Rosa persica var. berberifolia), les seules espèces de Rosa qui n'ont ni feuilles composées ni stipules ;
- Rosa persica J.F.Gmel. (syn. Hulthemia persica Bornm., Rosa simplicifolia Salisb.)
- Rosa simplicifolia  Salisb., voir Rosa persica.

### Sous-genrePlatyrhodon
Platyrhodon (du grec signifiant « rosier écailleux », en référence à l'écorce desquamée) avec une seule espèce d'Asie orientale, Rosa roxburghii Tratt., le rosier châtaigne.

### Hybrides

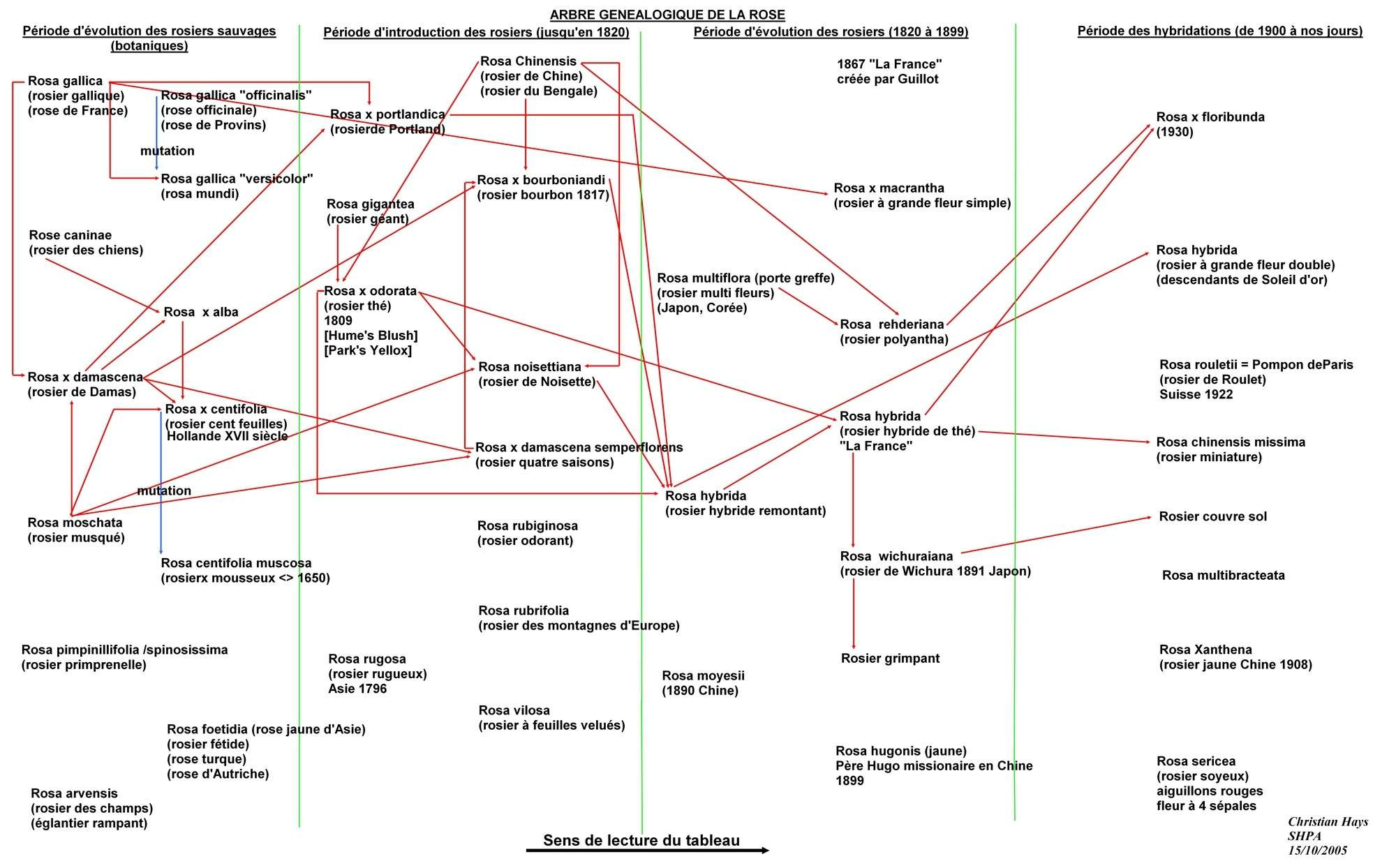
Généalogie des différentes espèces de rosiers.

La majorité de ces espèces peuvent s'hybrider naturellement ou artificiellement (grâce aux rosiéristes). Sont nées alors de nouvelles classes et sous-classes de rosiers telles que par exemple :
- le rosier polyantha issu du croisement de rosa multiflora avec rosa chinensis,
- le rosier de Damas (Rosa ×damascena) issu du croisement de Rosa gallica, Rosa moschata et Rosa fedtschenkoana
- le rosier Noisette issu du croisement de rosa moschata avec rosa chinensis

Les hybrides peuvent à leur tour également s'hybrider avec une espèce naturelle comme :
- le rosier de Portland, hybride spontané de Rosa ×damascena et de Rosa chinensis 'Sempervirens'
- le rosier Bourbon issu du croisement entre Rosa ×damascena semperflorens et Rosa chinensis

Et les hybrides peuvent aussi s'hybrider entre eux, comme :
- le rosier thé ou 'rosiers à odeur de thé' issu du croisement de Rosa ×odorata × rosier Bourbon ou rosier Noisette).
- le rosier floribunda ou rosier à fleurs en bouquets issu du croisement du rosier polyantha et du rosier thé

ou s'hybrider avec une espèce naturelle, comme :
- les hybrides remontants (rosier thé × Rosa gallica ou Rosa centifolia ou Rosa damascena)

On peut même hybrider entre eux des hybrides d'hybrides, ce qui donne par exemple :
- les hybrides de thé, issus du croisement des 'rosiers Thé' avec des hybrides remontants.

L'ensemble de ces espèces, sous-espèces, hybrides et sous-hybrides donnent aujourd'hui un arbre généalogique complexe.